# Cerithiopsis caribbaea
Cerithiopsis caribbaea là một loài ốc biển, động vật chân bụng trong họ Cerithiopsidae. Nó được Gabb mô tả năm 1881.